# Вэньцзян
Вэньцзя́н (кит. упр. 温江, пиньинь Wēnjiāng) — район городского подчинения города субпровинциального значения Чэнду провинции Сычуань (КНР).

## История
Уезд Вэньцзян (温江县) был создан при империи Западная Вэй в 525 году. При империи Суй он был присоединён к уезду Писянь; однако затем территория бывшего уезда Вэньцзян была выделена в уезд Ваньчунь (万春县). В 606 году уезд Ваньчунь был присоединён к уезду Писянь. При империи Тан уезд Ваньчунь был воссоздан, а в 627 году ему было возвращено название Вэньцзян.
В 1950 году был образован Специальный район Вэньцзян (温江专区), и уезд вошёл в его состав; в 1970 году Специальный район Вэньцзян был переименован в Округ Вэньцзян (温江地区). В 1983 году округ Вэньцзян был расформирован, и уезд Вэньцзян перешёл под юрисдикцию Чэнду. Постановлением Госсовета КНР от 14 апреля 2002 года уезд Вэньцзян был преобразован в район городского подчинения.

## Административное деление
Район Вэньцзян делится на 4 уличных комитета и 6 посёлков.